# Jasenovčani
Jasenovčani falu Horvátországban, a Sziszek-Monoszló megyében, közigazgatásilag Sunja községhez tartozik.

## Fekvése
Sziszek városától légvonalban 27, közúton 34 km-re délkeletre, községközpontjától 9 km-re délre, a Sunja-mező északnyugati szélén, a Sunjáról Hrvatska Dubicára menő főút mentén fekszik.

## Története
Jasenovčani a török kiűzése után a 17. század végétől pravoszláv boszniai szerbekkel betelepített falvak közé tartozik. Első írásos említése 1696-ban „Jassunka pagus” néven történt. A falu 1773-ban az első katonai felmérés térképén „Dorf Jelichi” néven szerepel. Lipszky János 1808-ban Budán kiadott repertóriumában „Jeszenovchani” a neve.  1857-ben 149, 1910-ben 220 lakosa volt. Zágráb vármegye Kostajnicai járásához tartozott. A délszláv háború előtt lakosságának 87%-a szerb nemzetiségű volt. 1991. június 25-én a független Horvátország része lett. A délszláv háború idején lakossága a szerb erőkhöz csatlakozott. A Krajinai Szerb Köztársasághoz tartozott. A falut 1995. augusztus 5-én a Vihar hadművelettel foglalta vissza a horvát hadsereg. A szerb lakosság többsége elmenekült. A településnek 2011-ben 41 lakosa volt.

## Népesség
| Lakosság változása | Lakosság változása | Lakosság változása | Lakosság változása | Lakosság változása | Lakosság változása | Lakosság változása | Lakosság változása | Lakosság változása | Lakosság változása | Lakosság változása | Lakosság változása | Lakosság változása | Lakosság változása | Lakosság változása | Lakosság változása |
| ------------------ | ------------------ | ------------------ | ------------------ | ------------------ | ------------------ | ------------------ | ------------------ | ------------------ | ------------------ | ------------------ | ------------------ | ------------------ | ------------------ | ------------------ | ------------------ |
| 1857               | 1869               | 1880               | 1890               | 1900               | 1910               | 1921               | 1931               | 1948               | 1953               | 1961               | 1971               | 1981               | 1991               | 2001               | 2011               |
| 149                | 167                | 135                | 173                | 183                | 220                | 218                | 235                | 198                | 195                | 187                | 167                | 150                | 132                | 83                 | 41                 |